# Köfering
Köfering là một đô thị ở huyện Regensburg bang Bayern thuộc nước Đức.